# Chromakey

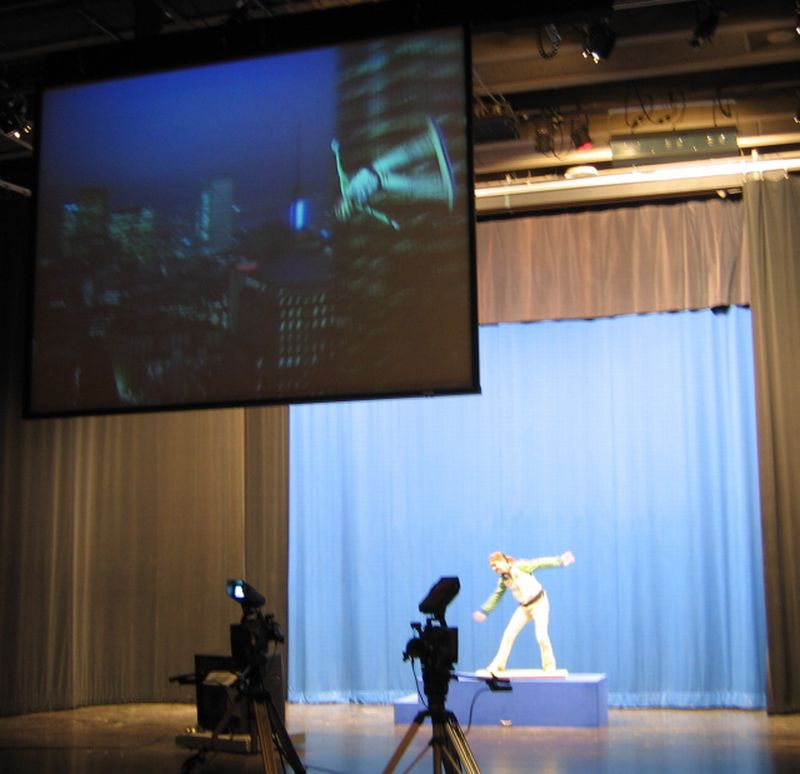
Demonstratie van de chromakeytechniek bluescreen

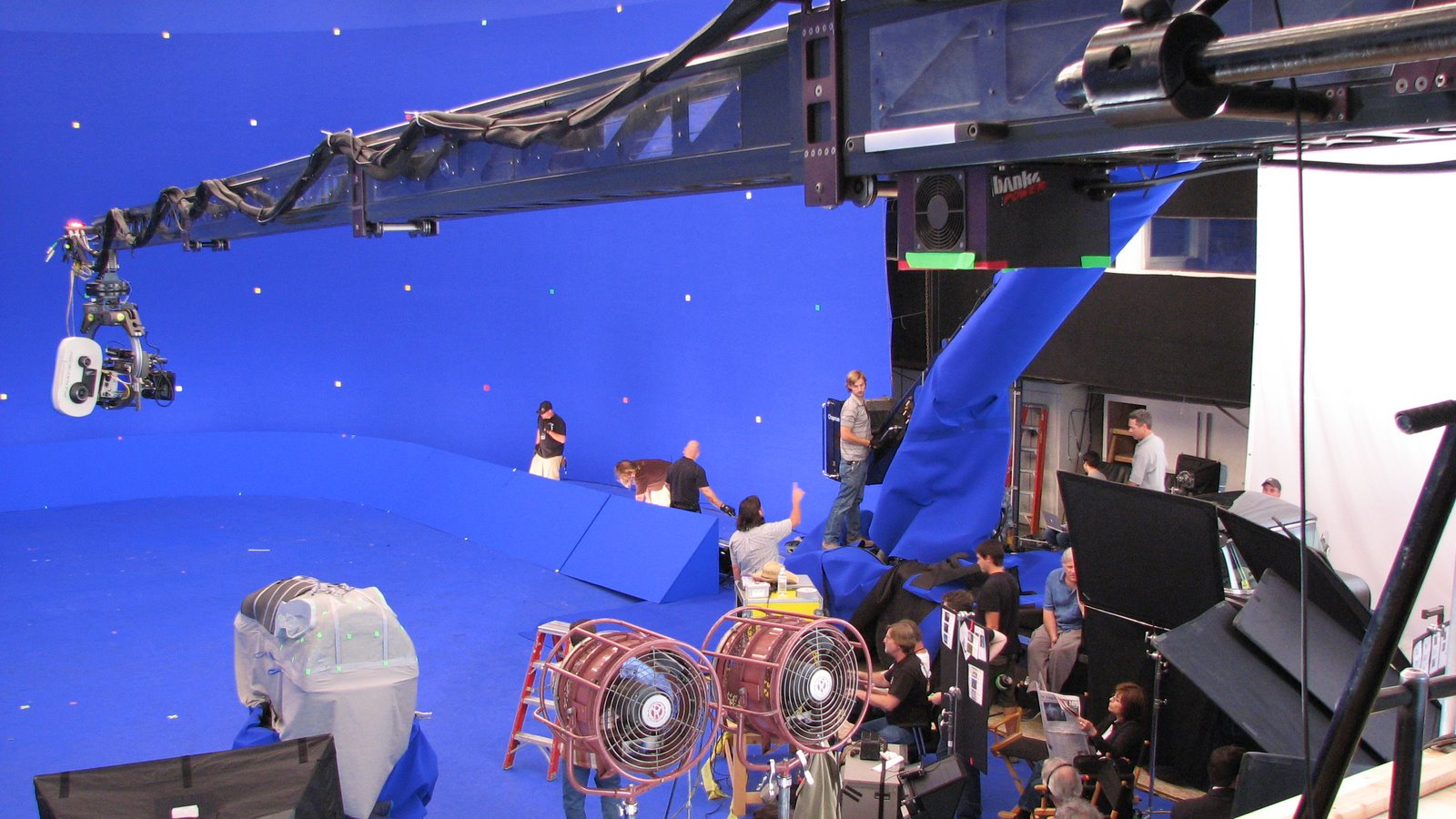
Gebruik van een chromakey bij de opnamen van The Spiderwick Chronicles

Chromakey (kleurwaardesleutel) is een techniek die vaak wordt gebruikt binnen de filmwereld bij de productie van visual effects om verschillende beeldlagen te combineren. Hierbij wordt een kleurtint doorschijnend gemaakt. Vroeger gebeurde dit analoog met kleurfilters, tegenwoordig met computers. Vaak worden de kleuren blauw of groen gebruikt, omdat deze contrasteren met de kleuren in de menselijke huid of groen omdat de beeldsensor van een camera gevoeliger is voor groen. Maar in principe kan elke kleur of zelfs lichtintensiteit gebruikt worden voor chromakey. De techniek wordt ook vaak omschreven als bluescreen of greenscreen.

## Toepassing
In de film Pinocchio (1996) werden de poppen bediend met blauwe draden. Door de computer werden vervolgens de draden vervangen door een ander beeld, waardoor het leek alsof de poppen vrij bewogen. Anno 2015 wordt in een groot aantal films van de chromakey gebruikgemaakt, zeker in op special effects gerichte genres zoals fantasy en scifi.
Op de televisie wordt het weerbericht opgenomen tegen een blauwe achtergrond. Ook kan zo'n achtergrond worden gebruikt als de nieuwslezer in gesprek is met een collega en/of geïnterviewde elders ter wereld.
De chromakey techniek wordt ook gebruikt in de fotografie, bijvoorbeeld op de kermis, op evenementen of in attractieparken. Hierbij worden een of meer personen gefotografeerd tegen een blauwe of groene achtergrond, waarna op een scherm een achtergrond kan worden gekozen. Deze wordt dan in de foto gemonteerd achter de gefotografeerde personen.
De techniek kan ook worden gebruikt om iemand onzichtbaar te maken. Degene die onzichtbaar moet zijn, draagt een blauw of groen pak. De kleur daarvan wordt vervangen door het achtergrondbeeld. Daardoor is de persoon onzichtbaar in het uiteindelijke beeld.
De lp Histoire de Melody Nelson van Serge Gainsbourg werd in 1971 door Jean-Christophe Averty bewerkt tot een televisiespecial. Ook hierin is de chromakeytechniek prominent en bepalend. Dit visueel psychedelische meesterwerk kan gezien worden als een ijkpunt in de artistieke geschiedenis van deze opvallende beeldtechniek.
De Nederlandse televisiemaker, regisseur en producent Rob Touber (1939-1975) was een ware pionier op het gebied van de techniek. Hij maakte met de chromakey veel televisieshows tot ware schouwspelen. Zo bracht hij liederen van Adèle Bloemendaal (zijn grote muze) tot leven door de tekst te voorzien van beelden die hij met deze techniek monteerde tot een opmerkelijk geheel. Hij snoepte daartoe studiotijd in de nachtelijke uurtjes van het NOS-journaal. Zo kwam de clip van 'De Bark van de Griffioen' (A. Nijgh/L. Nijgh) in 1973 tot stand. Ook de serie De vloek van Woestewolf van Paul Biegel uit 1974 werd gemaakt met behulp van deze techniek. De serie werd opgenomen in een lege studio, waarna met de computer een door Carl Hollander getekend decor achter de acteurs werd geplakt.
De eerste speelfilm in Nederland met de chromakeytechniek was Pinkeltje van Harrie Geelen.

## Nieuwsuitzendingen en weerbericht
In nieuwsuitzendingen, en vooral bij het weerbericht, wordt veel gebruikgemaakt van chromakey. De weerman staat voor een blauwe of groene achtergrond en de weerkaart wordt door chromakey ingevuld. Wie goed oplet, ziet dat de weerman opzij kijkt als hij iets op de kaart aanwijst: hij kijkt niet naar de gekleurde wand, maar naar een televisiescherm waarop hij kan zien wat hij aanwijst. Hij heeft soms ook een afstandsbediening in z`n hand waarmee hij met een druk op de knop de weerkaart op de achtergrond lijkt te veranderen, maar in werkelijkheid bedient hij hiermee dit televisiescherm. De weerman zal ook nooit met zijn rug naar de camera staan, want hij ziet toch niets op de muur. Draait hij van links naar rechts, dan doet hij dat met zijn gezicht naar de camera, wat natuurlijk voor de televisiekijker veel beleefder is.

## Problemen
De chromakeytechniek kan een aantal problemen opleveren. Het onderwerp voor de blauwe of groene achtergrond mag niet blauw respectievelijk groen zijn om goed zichtbaar te zijn - personen moeten dus kledij aantrekken in andere kleuren. Bovendien moet de belichting goed ingesteld zijn. Belangrijk is dat de kleur van de achtergrond niet te veel reflecteert op het onderwerp, dit heet spil. Ook is belangrijk om rekening te houden met de schaduw van het object op de chromakey achtergrond. Dunne details zoals losse haren en snel bewegende objecten vormen ook soms een uitdaging.

## Alternatieven
Een alternatief voor het naderhand weghalen van de achtergrond is het werken met achtergrondprojectie. Tijdens de opnames in een studio worden op de achtergrond de gewenste beelden vertoond. Deze beelden worden vooraf opgenomen op locatie. Dit wordt al heel lang gebruikt bij het filmen van scenes die zich afspelen in een auto. Bij de film Gravity (2013) werd een heel groot scherm gebruikt met beelden die reageerden op de bewegingen van de filmcamera, een techniek die daarna veel meer gebruikt werd bij onder andere de serie The Mandalorian (2019-).

## Computerprogramma's

### Amateur
In videobewerkingsprogramma's op de computer is deze techniek ook beschikbaar. Vaak wordt echter een andere term gebruikt.

### Professioneel
Bij volgende programma's is deze techniek ook beschikbaar:
- Adobe Premiere Pro
- Adobe After Effects
- Apple Final Cut Pro
- Apple Motion
- Avid Media composer
- Blender
- Davinci Resolve
- Dragon Stop Motion (wordt vooral gebruikt bij stop-motions)
- Fusion
- MAGIX Video Deluxe/Movie Edit
- Nuke
- Vegas Pro
- Pinnacle Studio Ultimate